# The Sleeping Beauty (Live in Israel)
The Sleeping Beauty (Live in Israel) è un album, registrato dal vivo, della band. Pubblicato nel 1993 dalla Century Media Records.

## Tracce
1. In a Dream – 5:00
2. Ancient Entity – 6:32
3. The Sleeping Beauty – 4:31
4. Mountain of Doom – 5:28
5. Angels Far Beyond – 8:50

## Formazione
- Johan Edlund - voce, chitarra
- Thomas Petersson - chitarra
- Johnny Hagel - basso
- Niklas Ekstrand - batteria
- Kenneth Roos - tastiere